# Ларрі Барроуз
Ларрі Барроуз (англ. Larry Burrows; 29 травня 1926 — 10 лютого 1971) — англійський фоторепортер, який здобув популярність фотографіями, зробленими під час війни у В'єтнамі.
Народився в Лондоні. У віці 16 років покинув школу і пішов на роботу в лондонську редакцію журналу Life, де займався друком фотографій. Зустрічаються твердження, що саме Барроуз зіпсував знамениті знімки Роберта Капи, зроблені під час висадки союзників у Нормандії, хоча в дійсності він був непричетний до цього епізоду.
Згодом Барроуз сам став фотографом і з 1962 майже десятиліття висвітлював війну у В'єтнамі. Найбільшу популярність здобуло його фотоесе «Янкі Папа 13» з центральною фотографією смертельно пораненого пілота вертольота 1-го лейтенанта Магеля, що потрапила на обкладинку Life (знято 31 березня 1965 під час висадки південнов'єтнамського батальйону у Тамко), і знімок поранених морських піхотинців восени 1966 на хребті Нуй-Кай-Че.
Барроуз загинув під час південнов'єтнамського вторгнення в Лаос в лютому 1971 року. Його вертоліт, на якому він летів в зону бойових дій разом з кількома іншими журналістами, був збитий вогнем із землі. За час своєї кар'єри Барроуз тричі удостоювався Золотої медалі Роберта Капи. Обкладинка Life з фотографією «Янкі Папа 13» у 2007 році була названа Американським товариством редакторів журналів у числі найвідоміших журнальних обкладинок за останні 40 років.